# Tanu Island
Tanu Island är en ö i Kanada.  Den ligger i ögruppen Haida Gwaii i North Coast Regional District och provinsen British Columbia, i den sydvästra delen av landet, 4 100 km väster om huvudstaden Ottawa. Arean är 22 kvadratkilometer.
Öns högsta punkt är 602 meter över havet. Den sträcker sig 3,7 kilometer i nord-sydlig riktning, och 9,9 kilometer i öst-västlig riktning.
Trakten runt Tanu Island är nära nog obefolkad, med mindre än två invånare per kvadratkilometer.